# LIDAR batimétrico
La batimetría LIDAR aerotransportada (ALB) es una técnica utilizada para medir las profundidades del lecho marino o de las aguas costeras desde el aire mediante el uso de un láser aerotransportado. Surge de la demanda de datos cartográficos que mediante otros métodos no era posible completar, como el análisis de datos en la transición entre la tierra y el agua.
Este tipo de trabajos ha sido y son realizados en gran medida por embarcaciones equipadas con Sonar. 
La ventaja de este sistema frente al sonar es principalmente el acceso. Los barcos sonar, no tienen la capacidad de acceder a determinados lugares, como islas, arrecifes de escasa profundidad, playas, etc. lo cual proporciona una cobertura incompleta del lecho marino, mientras que con un sistema aéreo si es posible cubrir toda una zona, de una única vez.
La batimetría con un láser escáner ha demostrado ser una técnica fiable, precisa, eficiente y segura para trazar rápidamente cerca de la costa aguas, playas y estructuras de ingeniería costera. A pesar de esto, es una disciplina que se encuentra en crecimiento y que depende de otras áreas tales como la óptica, el láser y la electrónica.

## Metodología
Para obtener los datos referentes a la profundidad del lecho marino, el láser escáner que está incorporado a la aeronave, emite pulsos en diferentes longitudes de onda: infrarrojo (IR) y verde. El IR penetra muy poco, y es reflejado por la superficie del agua por lo que es utilizado para la localización de esta; mientras que  la radiación verde es la utilizada para la detección del fondo marino, ya que su longitud de onda penetra en las aguas con menos atenuación: atraviesa el agua y se refleja en el fondo del lecho marino.
Los pulsos de radiación reflejada son recogidos por el láser escáner que calculan el tiempo transcurrido entre la emisión y recepción de las señales para obtener las distancias.

## Limitaciones
Las limitaciones más importantes son el agua y la detección de elementos y objetos de escaso tamaño. La profundidad máxima analizable depende en gran medida del software, hardware, parámetros logísticos y las condiciones ambientales. El rango máximo analizable en aguas marinas muy limpias es de alrededor de 50 metros y de 10 metros para aguas turbias cercanas a la costa.

## Aplicaciones
- El tráfico marítimo, comercial y de ocio requieren de buenas cartas de navegación que cubren desde aguas abiertas hasta las zonas cercanas a la costa.
- La gestión de zonas costeras y el control del medio ambiente dependen de la información actualizada para la gestión de riesgos y desastres. Esto conlleva a la necesidad de una celeridad de actuación de los sistemas de medición e información.
- Observar y analizar la potencia hidráulica y el transporte de sedimentos que se producen en los canales, ríos y cuencas.
- Además tiene múltiples aplicaciones en diferentes sectores como: la ingeniería, urbanística, geología, agricultura, sismología, forestal, industrial, etc.